# Nepalfazant
De Nepalfazant (Lophura leucomelanos) is een vogel uit de familie van de fazantachtigen (Phasianidae). De wetenschappelijke naam van de soort is gepubliceerd in 1790 door Latham.

## Voortplanting
Het legsel bestaat uit 8 tot 14 crèmewitte eieren, gelegd in een kuiltje, die ongeveer in 24 dagen worden uitgebroed.

## Voorkomen
De soort komt voor van het noorden van Pakistan tot het westen van Thailand en telt 9 ondersoorten:
- L. l. hamiltonii: van noordelijk Pakistan tot westelijk Nepal.
- L. l. leucomelanos: centraal Nepal.
- L. l. melanota: van oostelijk Nepal tot westelijk Bhutan.
- L. l. moffitti: centraal Bhutan.
- L. l. lathami: van oostelijk Bhutan en zuidelijk Tibet tot noordelijk Myanmar.
- L. l. williamsi: westelijk Myanmar.
- L. l. oatesi: het westelijke deel van Centraal-Myanmar.
- L. l. lineata: het oostelijke deel van Centraal-Myanmar en westelijk Thailand.
- L. l. crawfurdii: zuidoostelijk Myanmar en zuidwestelijk Thailand.

## Beschermingsstatus
Op de Rode Lijst van de IUCN heeft de soort de status veilig.